# 世界红卐字会滨江分会旧址
世界红卐字会滨江分会旧址是黑龙江省哈尔滨市的一座历史建筑，位于南岗区一曼街253号。现为哈尔滨市博物馆。

## 历史
世界红卍字会是一个民间慈善团体，滨江分会成立于1922年，1947年解散。滨江分会大楼建于1929年-1931年，设于山街（现南岗区一曼街）的山坡上，南高北低，南侧立面高两层，是典型的古典主义建筑风格，设有爱奥尼柱式的柱廊，北侧高三层，折中主义建筑风格。北侧附设慈惠小学。2007年9月30日，成为哈尔滨市文物保护单位。并且是市二类保护建筑。